# Hoekemolen
De Hoekemolen is een windmolen in het tot de West-Vlaamse gemeente Damme behorende dorp Hoeke, gelegen aan Natiënlaan 21.
Het betreft een ronde stenen molen van het type grondzeiler, die fungeerde als korenmolen.

## Geschiedenis
Hoeke had een eigen molen van het type standerdmolen die in 1324 werd vermeld, maar ten onder ging bij een overstroming. De bewoners moesten nu hun graan laten malen bij de Oostmolen te Oostkerke, een molen die in 1405 voor het eerst vermeld werd. Voor 1481 werd deze standerdmolen vanuit Oostkerke naar Hoeke overgebracht. Die molen werd einde 16e eeuw tijdens de Godsdienstoorlogen vernield. In 1627 was er weer een nieuwe molen. Deze had te lijden van Spaanse en in 1702 van Staatse troepen.
In 1839 werd de toenmalige standerdmolen door storm volledig vernield. In 1840 werd een nieuwe stenen molen gebouwd. In 1930 werd een mechanische maalderij aan het bedrijf toegevoegd. Er werd steeds minder op de wind gemalen en de molen raakte in verval. In de jaren '30 van de 20e eeuw heeft de Belgische Staat de Natiënlaan aangelegd, waarlangs het steeds drukker wordende verkeer vanuit het binnenland naar de kust werd geleid. De Staat kocht in 1936 ook de molen op en herstelde in 1937 de buitenkant. De molen kon toen echter niet meer malen. In 1981 werd de molen beschermd als monument en de omgeving ervan als beschermd dorpsgezicht. In 1985 werd de molen weer maalvaardig gemaakt.
In 1999 kwam de molen in eigendom van het Vlaams Gewest en in 2001 in erfpacht aan de Stichting Vlaams Erfgoed, later Herita vzw genaamd.
- Inventaris van het Bouwkundig Erfgoed (Vlaanderen): 78758